# دنزلة (ولاية)
وِلَايَةُ دَنِزْلَة (بالتركية: دݣزلی ولایت) هي إحدى ولايات تركيا تقع في منطقة أيجه. عاصمتها مدينة دنزلة تبلغ مساحتها 11,861 كم مربع ويبلغ عدد سكانها 1.051.056 نسمة   بحسب آخر إحصائية لعام 2021 كما يبلغ معدل الكثافة السكانية 89/كم2 تقع في غرب تركيا.